# Страмцов, Виктор Анатольевич

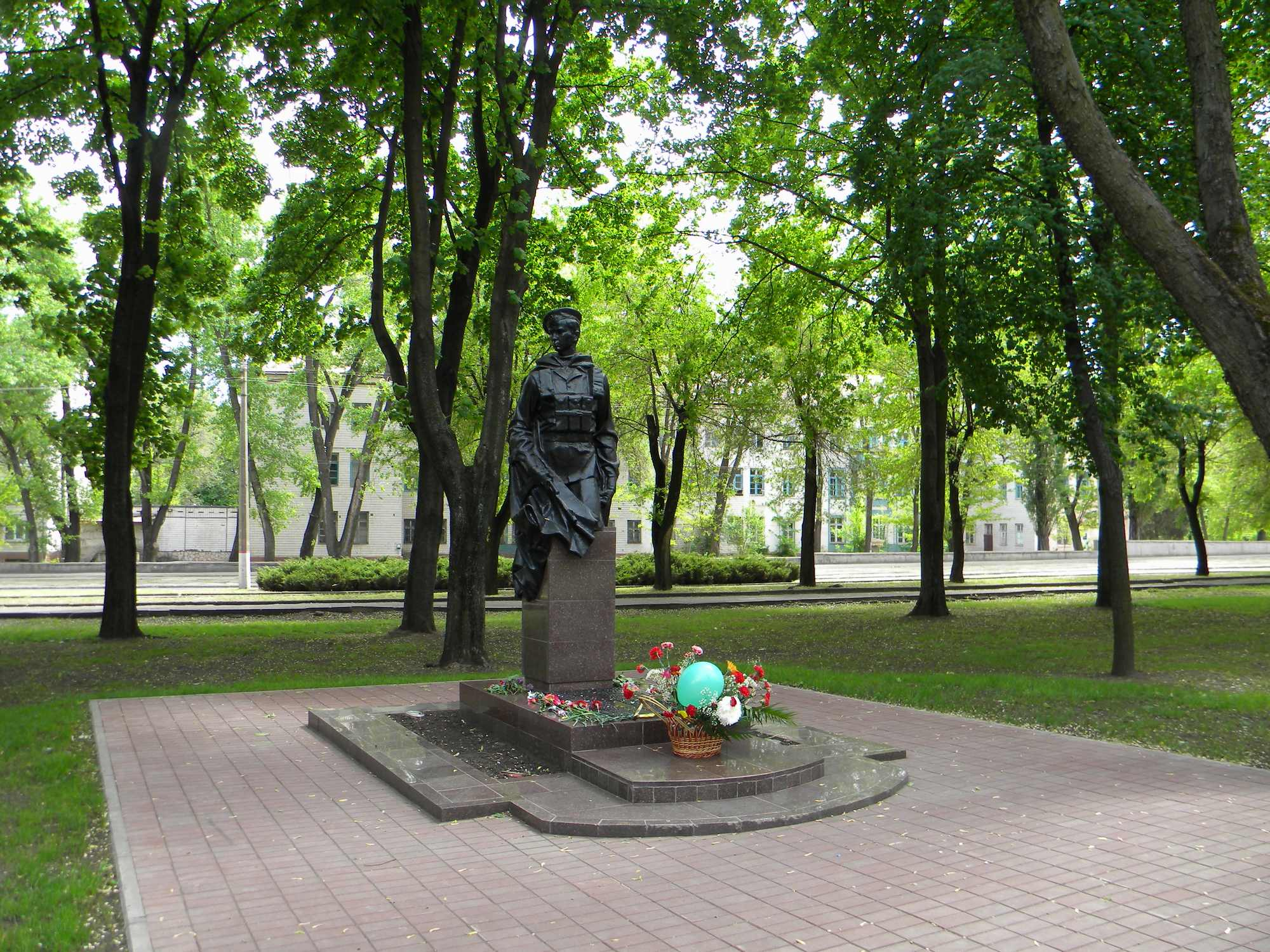
Имя на памятнике воинам-интернационалистам на Дзержинке (Кривой Рог)

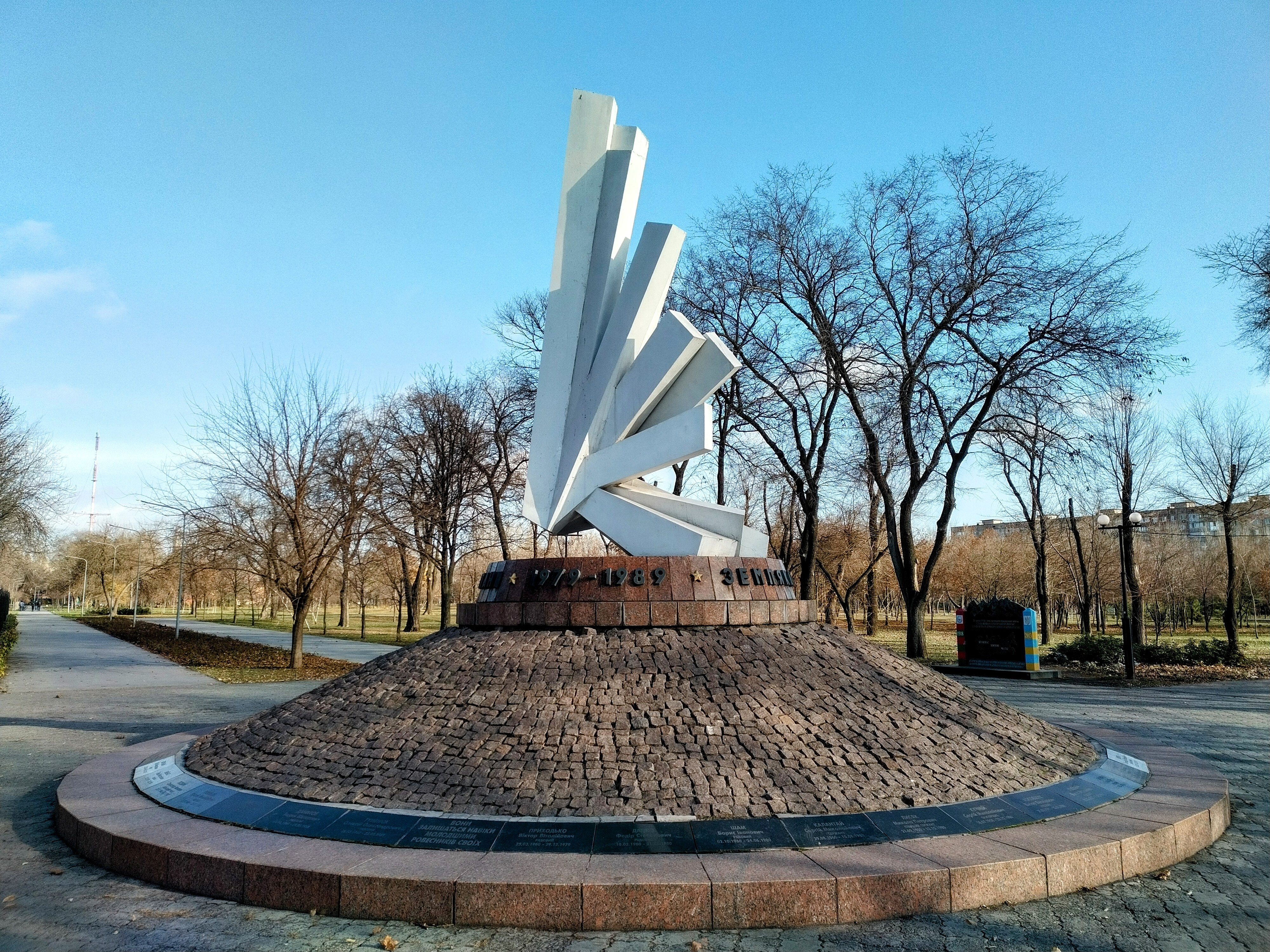
Имя на памятнике воинам-интернационалистам в Юбилейном парке (Кривой Рог)

Страмцов Виктор Анатольевич (24 сентября 1949, Руда, Дрогобычская область — 19 ноября 1984, Нангархар) — советский военнослужащий, прапорщик, фельдшер медицинской роты 66-й отдельной мотострелковой бригады, участник Афганской войны.

## Биография
Родился 24 сентября 1949 года в селе Руда. Русский.
В 1970 году окончил Днепропетровское медицинское училище, в 1972—1974 годах работал фельдшером на станции скорой медицинской помощи в Кривом Роге.
12 мая 1970 года был призван в Вооружённые силы СССР Дзержинским районным военным комиссариатом Кривого Рога.
Служил фельдшером при медицинской роте 66-й отдельной мотострелковой бригады, штаб которой дислоцировался в Джелалабаде (в/ч пп 93992). В декабре 1982 года прибыл в Афганистан.
В боях проявлял мужество и самоотверженность. 17 февраля 1984 года около города Чарикар провинции Парван лично оказал первую помощь и эвакуировал с поля боя девять раненых сослуживцев.
Погиб в бою 19 ноября 1984 года во время выполнения очередного боевого задания — вместе с группой десантников 66-й ОМБр участвовал в операции в горах провинции Нангархар, близ района Торгар.
Похоронен в секторе захоронений воинов-интернационалистов по центральной аллее старого кладбища ЮГОКа в городе Кривой Рог.

## Награды
- Дважды Орден Красной Звезды[1][2].

## Память
- Имя на памятнике воинам-интернационалистам Днепропетровщины, погибшим в Афганистане (Днепр)[4];
- Имя на памятнике воинам-интернационалистам на Дзержинке (Кривой Рог);
- Имя на памятнике воинам-интернационалистам в Юбилейном парке (Кривой Рог).